# René Llense
René Llense (ur. 14 lipca 1913 w Collioure, zm. 12 marca 2014 w Sète) – francuski piłkarz, reprezentant kraju, grający na pozycji bramkarza.

## Kariera klubowa
Llense swoją przygodę z piłką rozpoczął w 1931 w FC Sète. Wraz z zespołem świętował zdobycie mistrzostwa Francji oraz Pucharu Francji w sezonie 1933/34. Przez lata był podstawowym zawodnikiem Sète, rozgrywając łącznie w jego barwach 158 spotkań. W 1938 przeniósł się do AS Saint-Étienne, w którym także był podstawowym bramkarzem.
Sezon 1943/44 spędził w EF Lyon-Lyonnais, po czym ponownie stanął między słupkami bramki AS Saint-Étienne. Po zakończeniu II wojny światowej grywał w klubach z niższych klas rozgrywkowych, takich jak SC Toulon czy RC Vichy. Karierę piłkarską zakończył w 1952 jako zawodnik AS Béziers.
| Sezon   | Klub             | Kraj    | Rozgrywki         | Mecze | Bramki |
| ------- | ---------------- | ------- | ----------------- | ----- | ------ |
| 1931/32 | FC Sète          | Francja |                   |       |        |
| 1932/33 | FC Sète          | Francja | Première Division | 18    | 0      |
| 1933/34 | FC Sète          | Francja | Première Division | 26    | 0      |
| 1934/35 | FC Sète          | Francja | Première Division | 29    | 0      |
| 1935/36 | FC Sète          | Francja | Première Division | 25    | 0      |
| 1936/37 | FC Sète          | Francja | Première Division | 30    | 0      |
| 1937/38 | FC Sète          | Francja | Première Division | 30    | 0      |
| 1938/39 | AS Saint-Étienne | Francja | Première Division | 30    | 0      |
| 1939/40 | AS Saint-Étienne | Francja | Première Division |       |        |
| 1940/41 | AS Saint-Étienne | Francja | Première Division | 10    | 0      |
| 1941/42 | AS Saint-Étienne | Francja | Première Division | 15    | 0      |
| 1942/43 | AS Saint-Étienne | Francja | Première Division | 28    | 0      |
| 1943/44 | EF Lyon-Lyonnais | Francja | Première Division |       |        |
| 1944/45 | AS Saint-Étienne | Francja | Première Division |       |        |
| 1946/47 | SC Toulon        | Francja | Division 2        | 16    | 0      |
| 1947/48 | RC Vichy         | Francja | Division 3        |       |        |
| 1948/49 | RC Vichy         | Francja | Division 3        |       |        |
| 1951/52 | AS Béziers       | Francja | Division 2        | 2     | 0      |

## Kariera reprezentacyjna
Llense został powołany na Mistrzostwa Świata 1934. Podczas turnieju pełnił rolę bramkarza rezerwowego. Po raz pierwszy w kadrze narodowej zadebiutował 17 lutego 1935 w spotkaniu z reprezentacją Włoch, przegranym 1:2. W 1938 został powołany na drugie w karierze Mistrzostwa Świata. Ponownie nie wystąpił w żadnym spotkaniu, będąc bramkarzem rezerwowym.
Po raz ostatni w reprezentacji zagrał 22 stycznia 1939 przeciwko Polsce. Spotkanie zakończyło się zwycięstwem Francuzów 4:0. Łącznie w latach 1935–1939 wystąpił w 11 spotkaniach reprezentacji Francji.
| Mecze i gole w reprezentacji | Mecze i gole w reprezentacji | Mecze i gole w reprezentacji | Mecze i gole w reprezentacji | Mecze i gole w reprezentacji | Mecze i gole w reprezentacji | Mecze i gole w reprezentacji |
| #                            | Data                         | Miasto                       | Przeciwnik                   | Gol                          | Wynik                        | Rozgrywki                    |
| ---------------------------- | ---------------------------- | ---------------------------- | ---------------------------- | ---------------------------- | ---------------------------- | ---------------------------- |
| 1.                           | 17.02.1935                   | Rzym                         | Włochy                       |                              | 1:2                          | towarzyski                   |
| 2.                           | 14.04.1935                   | Bruksela                     | Belgia                       |                              | 1:1                          | towarzyski                   |
| 3.                           | 19.05.1935                   | Colombes                     | Węgry                        |                              | 2:0                          | towarzyski                   |
| 4.                           | 27.10.1935                   | Genewa                       | Szwajcaria                   |                              | 1:2                          | towarzyski                   |
| 5.                           | 10.11.1935                   | Paryż                        | Szwecja                      |                              | 2:0                          | towarzyski                   |
| 6.                           | 12.01.1936                   | Paryż                        | Holandia                     |                              | 1:6                          | towarzyski                   |
| 7.                           | 24.01.1937                   | Paryż                        | Austria                      |                              | 1:2                          | towarzyski                   |
| 8.                           | 21.02.1937                   | Bruksela                     | Belgia                       |                              | 1:3                          | towarzyski                   |
| 9.                           | 30.01.1938                   | Paryż                        | Belgia                       |                              | 5:3                          | towarzyski                   |
| 10.                          | 04.12.1938                   | Neapol                       | Włochy                       |                              | 0:1                          | towarzyski                   |
| 11.                          | 22.01.1939                   | Paryż                        | Polska                       |                              | 4:0                          | towarzyski                   |

## Sukcesy
FC Sète
- Mistrzostwo Francji (1): 1933/34
- Puchar Francji (1): 1933/34